# صاصل جبلي
صاصل جبلي (الاسم العلمي: Ornithogalum montanum) هو نوع نباتي يتبع جنس الصاصل من فصيلة الهليونية.

## مرادف الاسم العلمي
- صاصل مسطح الأوراق (الاسم العلمي:Ornithogalum platyphyllum)